# 질베르 디앵데레
질베르 디앵데레(프랑스어: Gilbert Diendéré, 1960년~)는 부르키나파소의 군인이다.
반정부 시위에 이은 쿠데타로 축출된 블레즈 콩파오레의 군사 고문을 맡은 측근 인사로, 2015년 9월 17일 군사 쿠데타를 통해 국가 최고지도자로 집권했다.

## 쿠데타 집권
2015년 9월 17일 자신이 소속된 부르키나파소의 대통령경호부대(RSP)를 이끌고 각료회의에 난입했고, 미셸 카판도 임시 대통령과 야코바 지다 임시 총리를 비롯한 일부 장관들을 체포해 구금했다. 정부 해산 뒤 임시 통치기구로 국가민주위원회(NDC)를 설립해 자신이 직접 위원장에 올랐으며, 육로와 상공의 국경을 폐쇄했다.
디앵데레는 곧 선거를 치를 것을 약속하며 구금 중인 대통령과 총리를 석방할 것이라 말했으나, 정부군이 쿠데타 반대 시위대에게 경고 사격을 가해 최소 3명이 숨지고 60명이 중경상을 입었다고 지역 병원 관계자가 전했다.